# Smithsonius
Smithsonius is een geslacht van mosdiertjes uit de  familie van de Tessaradomidae en de orde Cheilostomatida

## Soorten
- Smithsonius dorothea (Winston & Beaulieu, 1999)
- Smithsonius quadratus Grischenko, Hirose, Schwaha & Chernyshev, 2019
- Smithsonius striatus (Canu & Bassler, 1930)